# Sankt Petri kyrka, Västervik
Sankt Petri kyrka är en kyrkobyggnad i Västervik, Västerviks församling, Småland. Den tillhör Linköpings stift.

## Kyrkobyggnaden
Sankt Petri kyrka uppfördes i rött tegel och sandsten 1903-1905. Arkitekt var Adolf Emil Melander. Kyrkobyggnaden präglas av historiserad blandstil med dominerande inslag av nygotik, vilket kommer till uttryck i centraltornets höga spira jämte de mindre spirorna i byggnadskroppen samt portaler och spetsbågefönster. Kyrkans grundplan är ett latinskt kors med kor i öster, vapenhus i väster och korsarmar i norr och söder. Interiören har karaktär av basilika. Över mittskeppet välver sig ett högt tunnvalv medan sidoskeppen har kryssvalv.

## Inventarier
- Altartriptyken i nygotik är dekorerad av Gottfrid Kallstenius.
- Predikstol med ljudtak. Målningar i korgens sex fälten av Gottfrid Kallstenius.
- Nygotisk bänkinredning och orgelläktare.
- I kyrkans torn hänger tre kyrkklockor. Klockorna hängde tidigare i Sankta Gertruds kyrka. Klockornas toner, från den största till den minsta, är diss1-e1-giss1. Storklockan är gjuten år 1701, mellanklockan år 1615, samt omgjuten år 1785. Lillklockan är gjuten år 1705.

## Orglar

### Södra läktaren
- 1905 byggde Åkerman & Lund en orgel med 28 stämmor fördelade på två manualer och pedal.[1] Orgeln är mekanisk-pneumatisk med Barkermaskin och Rooseveltlådor.

| Huvudverk I C-g3    | Svällverk II C-g3 | Pedal C-f1             | Koppel   |
| Principal 16'       | Basetthorn 8'     | Contrabass Composé 32' | II/I     |
| Borduna 16'         | Rörflöjt 8'       | Principal 16'          | I/I 4'   |
| Principal 8'        | Salicional 8'     | Subbas 16'             | II/II 4' |
| Flûte Harmonique 8' | Violin 8'         | Qvinta 10 2/3'         | I/P      |
| Dubbelflöjt 8'      | Voix Céleste 8'   | Borduna 8'             | II/P     |
| Gamba 8'            | Echoflöjt 4'      | Violoncelle 8'         |          |
| Dolce 8'            | Oboe 8'           | Octava 4'              |          |
| Octava 4'           | Euphone 8'        | Basun 16'              |          |
| Flûte Octaviante 4' | Tremulant         |                        |          |
| Octava 2'           |                   |                        |          |
| Cornett 3 ch        |                   |                        |          |
| Trumpet 16'         |                   |                        |          |
| Trumpet 8'          |                   |                        |          |

### Västra läktaren
- 1968 byggde Marcussen & Søn en orgel med 41 stämmor fördelade på tre manualer och pedal. Den är helmekanisk, med undantag från pedalens registratur som är elektrisk.

| Ryggpositiv I C-g3 | Huvudverk II C-g3 | Bröstverk III C-g3 | Pedal C-f1    | Koppel        |
| Gedakt 8'          | Gedaktpommer 16'  | Trägedakt 8'       | Principal 16' | I/II          |
| Kvintadena 8'      | Principal 8'      | Blockflöjt 4'      | Subbas 16'    | III/II        |
| Principal 4'       | Rörflöjt 8'       | Principal 2'       | Oktava 8'     | I/P           |
| Rörflöjt 4'        | Spetsgamba 8'     | Gedaktflöjt 2'     | Gedakt 8'     | II/P          |
| Oktava 2'          | Oktava 4'         | Sivflöjt 1'        | Oktava 4'     | III/P         |
| Waldflöjt 2'       | Spetsflöjt 4'     | Klockcymbel 2 ch   | Nachthorn 2'  |               |
| Nasat 1 1/3'       | Spetskvint 2 2/3' | Regal 16'          | Mixtur 6 ch   |               |
| Sesquialtera 2 ch  | Oktava 2'         | Vox humana 8'      | Fagott 32'    |               |
| Scharf 4 ch        | Mixtur 4-6 ch     | Tremulant          | Basun 16'     |               |
| Dulcian 16'        | Cymbel 3 ch       |                    | Trumpet 8'    |               |
| Krumhorn 8'        | Trumpet 8'        | Crescendosvällare  | Skalmeja 4'   | Cymbelstjärna |
| Tremulant          |                   |                    |               | Näktergal     |

## Galleri

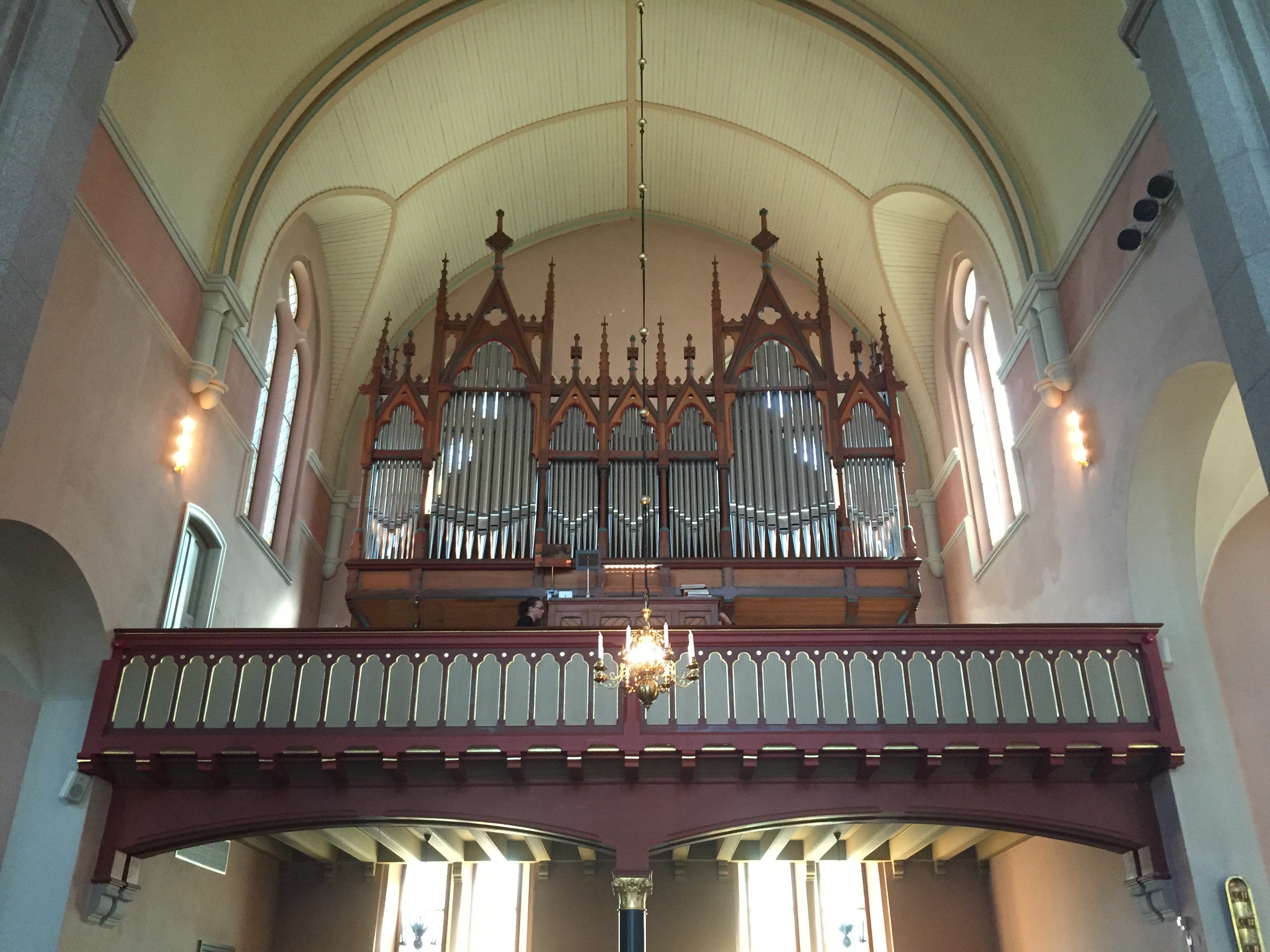
Åkerman & Lunds orgel i södra tvärskeppsläktaren.
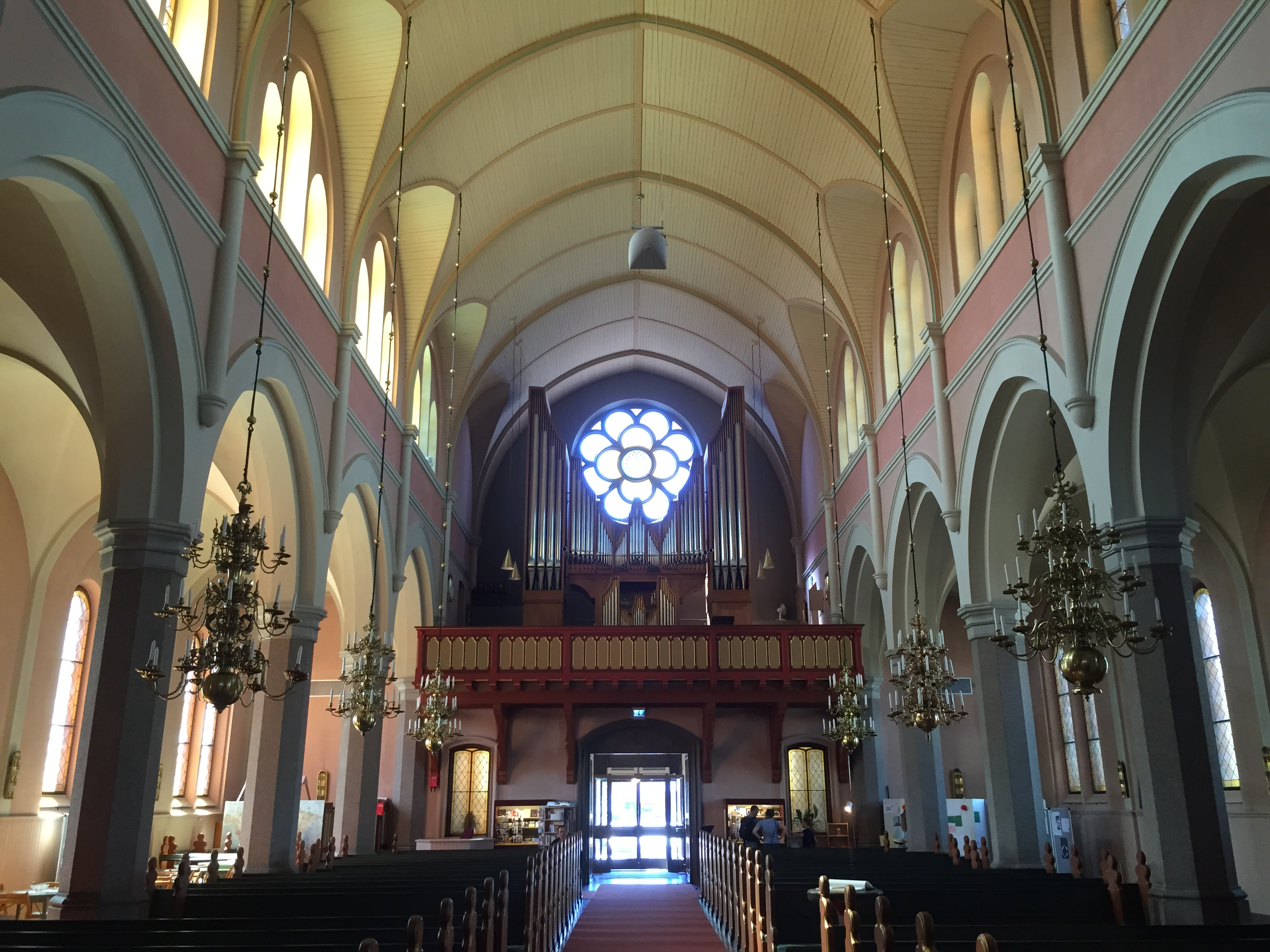
Långskeppet med Marcussenorgeln på västra läktaren.
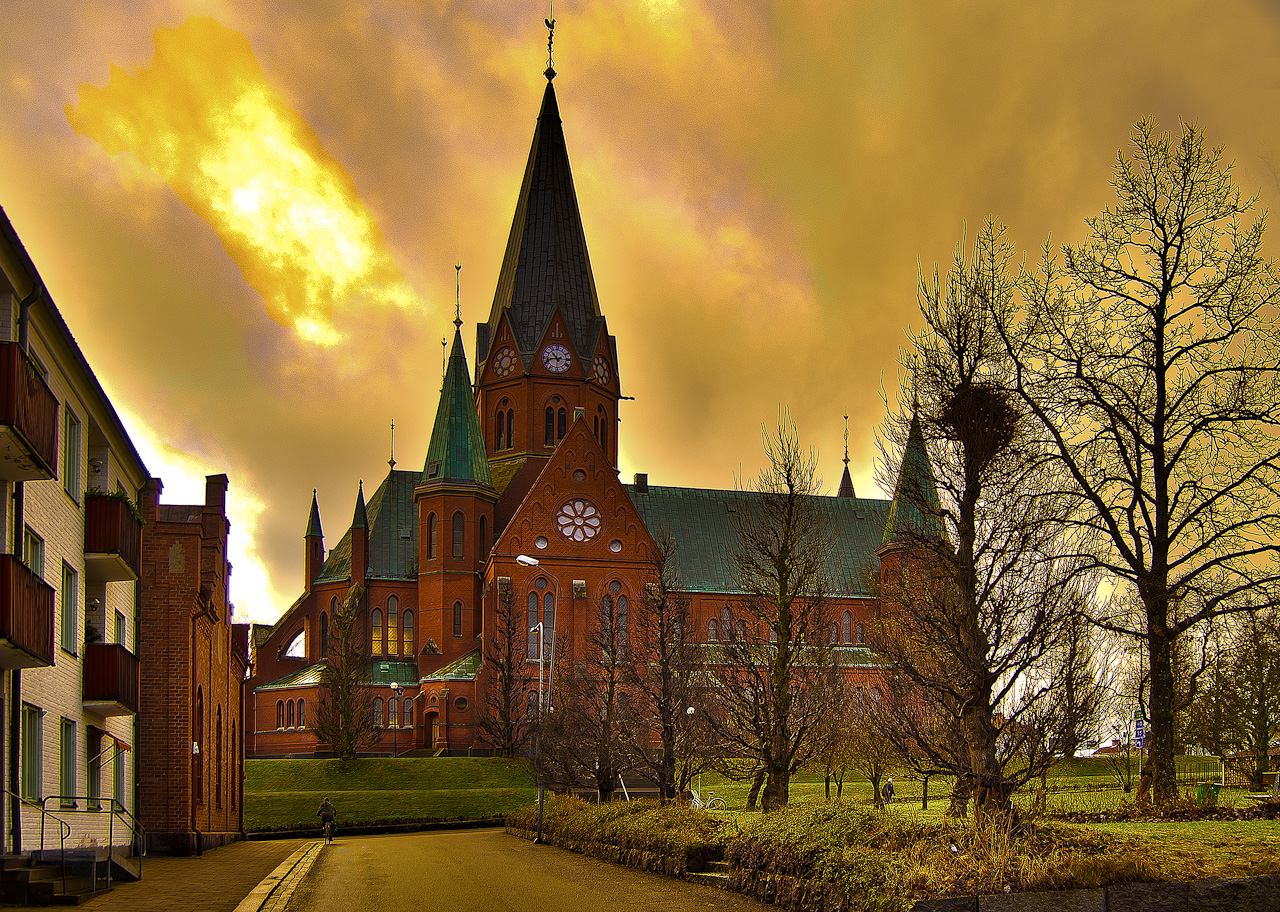
Vy från norr.